# Niels Johan Laursen
Niels Johan Laursen, född 1855, död 1930, var en dansk politiker.
Laursen verkade 1883-1903 som redaktör, därefter som präst och var en av ledarna för Jyllands grundtvigianska och moderata vänstermän. Laursen stod folkhögskolan nära. 1910-26 var han medlem av Folketinget och finansutskottet, vars ordförande han var 1920-24. Laursen utövade ett inte obetydligt inflytande på dansk politik, särskilt inom kvinno- och universitetsfrågor.

## Utmärkelser
- Riddare av Dannebrogorden,  1918[3]

[Redigera Wikidata]